# Zakrzewo Wielkie (powiat mławski)
Zakrzewo Wielkie – wieś sołecka w Polsce położona w województwie mazowieckim, w powiecie mławskim, w gminie Wieczfnia Kościelna.
| SIMC    | Nazwa            | Rodzaj    |
| ------- | ---------------- | --------- |
| 0129099 | Zakrzewo-Froczki | część wsi |
| 0129113 | Zakrzewo-Ranki   | część wsi |

W latach 1975–1998 miejscowość należała administracyjnie do województwa ciechanowskiego.